# COMATCH

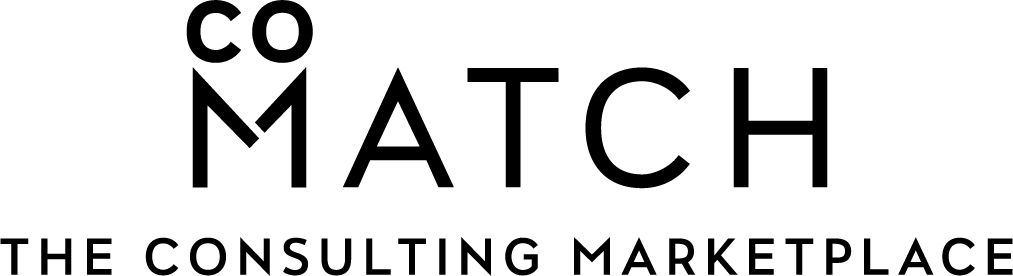

COMATCH是一家欧洲的独立咨询师在线平台，为不同规模的公司与在其平台上注册在线的独立咨询师和行业专家之间进行中介服务，总部位于德国首都柏林，其分部分别设立于比荷卢经济联盟、北欧国家、法国、阿拉伯联合酋长国等非德语区国家。

## 简介
通过算法匹配和人工审核，COMATCH根据项目要求“匹配”合适的咨询师。大部分在线注册的咨询师之前都曾在麦肯锡、波士顿咨询公司或Roland Berger等咨询公司就职。但并非所有人都能够访问COMATCH平台，在注册之后，将会审核其个人简历，随后会进行面试评估。最终，约50%的独立咨询师能够通过考核被平台接受。
COMATCH的客户范围从初创公司和小企业到大型企业，包括Zalando，Clariant和Buw Consulting以及其他的咨询公司。

## 发展历史
2014年10月，COMATCH由曾在麦肯锡任职的Christoph Hardt博士和Jan Schächtele博士在Christophe Maire及其领导的Atlantic Labs的支持下创立。
2015年3月，COMATCH发行官方网站。
2015年8月，COMATCH在种子期融资期间获得了由Atlantic Labs，b-to-v Partners和其他商业天使共同筹集的第一轮融资。
2015年11月，COMATCH进入荷兰市场，并在阿姆斯特丹设立办事处。
2016年2月，COMATCH挺进北欧市场，并在哥本哈根成立办事处。
2016年6月，COMATCH发起了第二轮融资。此次融资由位于慕尼黑的Acton Capital Partners牵头，现有投资者Atlantic Labs和b-to-v Partners参与其中，最终完成了估值400万欧元的融资。
2017年3月，COMATCH进入法国市场，与此同时加快了在迪拜媒体城办事处的国际化进程。
2017年6月，COMATCH平台上在线注册并通过审核的独立咨询师人数突破2500。

## 获得奖项
2015年6月，COMATCH被德国《经济周刊》推选为“startup of the week”。